# Len Dawson
Leonard Ray "Len" (ou "Lenny") Dawson (Alliance, 20 de junho de 1935 – Kansas City, 24 de agosto de 2022) foi um jogador de futebol americano que atuou como quarterback na Universidade de Purdue e depois atuou como profissional na American Football League pelo Dallas Texans/Kansas City Chiefs. Dawson liderou os Chiefs a três Campeonatos da AFL, e a uma vitória no AFL-NFL World Championship Game, onde e ganhou o prêmio de MVP. Dawson se aposentou em 1975 e foi para o Pro Football Hall of Fame em 1987. Trabalhou para o canal de televisão KMBC em Kansas City e depois para o Chiefs Radio Network.

## Morte
Dawson morreu em 24 de agosto de 2022, aos 87 anos de idade.

## Estatísticas da carreira

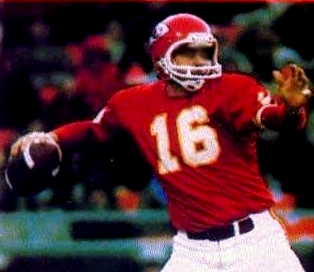
Dawson em 1985 com a camisa dos Chiefs.

| Ano   | Time          | Jogos | Passando a bola Ten.-Comp. | Jardas | Pct. | TD  | Int. | Sacks-Jrds perdidas | Rating |
| ----- | ------------- | ----- | -------------------------- | ------ | ---- | --- | ---- | ------------------- | ------ |
| 1957  | Pittsburgh    | 3     | 4-2                        | 25     | ,500 | 0   | 0    | n/a-1               | 69,8   |
| 1958  | Pittsburgh    | 4     | 6-1                        | 11     | ,167 | 0   | 2    | n/a-11              | 0,0    |
| 1959  | Pittsburgh    | 12    | 7-3                        | 60     | ,429 | 1   | 0    | n/a-0               | 113,1  |
| 1960  | Cleveland     | 2     | 13-8                       | 23     | ,615 | 0   | 0    | n/a-24              | 65,9   |
| 1961  | Cleveland     | 6     | 15-7                       | 85     | ,467 | 1   | 3    | n/a-19              | 47,2   |
| 1962  | Dallas Texans | 14    | 310-189                    | 2 759  | ,610 | 29  | 17   | n/a                 | 98,3   |
| 1963  | Kansas City   | 14    | 352-190                    | 2 389  | ,540 | 26  | 19   | n/a                 | 77,5   |
| 1964  | Kansas City   | 14    | 354-199                    | 2 879  | ,562 | 30  | 18   | n/a                 | 89,9   |
| 1965  | Kansas City   | 14    | 305-163                    | 2 262  | ,534 | 21  | 14   | n/a                 | 81,3   |
| 1966  | Kansas City   | 14    | 284-159                    | 2 527  | ,560 | 26  | 10   | n/a                 | 101,7  |
| 1967  | Kansas City   | 14    | 357-206                    | 2 651  | ,577 | 24  | 17   | n/a                 | 83,7   |
| 1968  | Kansas City   | 14    | 224-131                    | 2 109  | ,585 | 17  | 9    | n/a                 | 98,6   |
| 1969  | Kansas City   | 8     | 166-98                     | 1 323  | ,590 | 9   | 13   | 13-98               | 69,9   |
| 1970  | Kansas City   | 13    | 262-141                    | 1 876  | ,538 | 13  | 14   | 34-277              | 71,0   |
| 1971  | Kansas City   | 14    | 301-167                    | 2 504  | ,555 | 15  | 13   | 30-303              | 81,6   |
| 1972  | Kansas City   | 14    | 305-175                    | 1 835  | ,574 | 13  | 12   | 28-255              | 72,8   |
| 1973  | Kansas City   | 9     | 101-66                     | 725    | ,653 | 2   | 5    | 14-104              | 72,4   |
| 1974  | Kansas City   | 14    | 235-138                    | 1 573  | ,587 | 7   | 13   | 25-199              | 65,8   |
| 1975  | Kansas City   | 12    | 140-93                     | 1 095  | ,664 | 5   | 4    | 23-196              | 90,0   |
| Total | Total         | 209   | 3 741 - 2 136              | 28 711 | ,571 | 239 | 183  | 167 - 1 478         | 76,3   |